# Mikhaïl Anikouchine
Mikhaïl Konstantinovitch Anikouchine (en russe : Михаил Константинович Аникушин ; Moscou, 19 septembre 1917 – Saint-Pétersbourg, 18 mai 1997) est un sculpteur soviétique et russe. Ses œuvres les plus connues sont à Saint-Pétersbourg : un monument dédié à Alexandre Pouchkine à la station Pouchkinskaïa du métro de Saint-Pétersbourg (1954), un autre monument dédié à Pouchkine sur la Place des Arts (ru) de Saint-Pétersbourg (1957) et un monument dédié à Lénine sur la place de Moscou. L'on compte parmi ses élèves Maria Kojina.

## Hommages
Une petite planète, 3358 Anikushin, découverte par l'astronome soviétique Nikolaï Stepanovitch Tchernykh en 1978, est nommée d'après lui.

## Œuvre

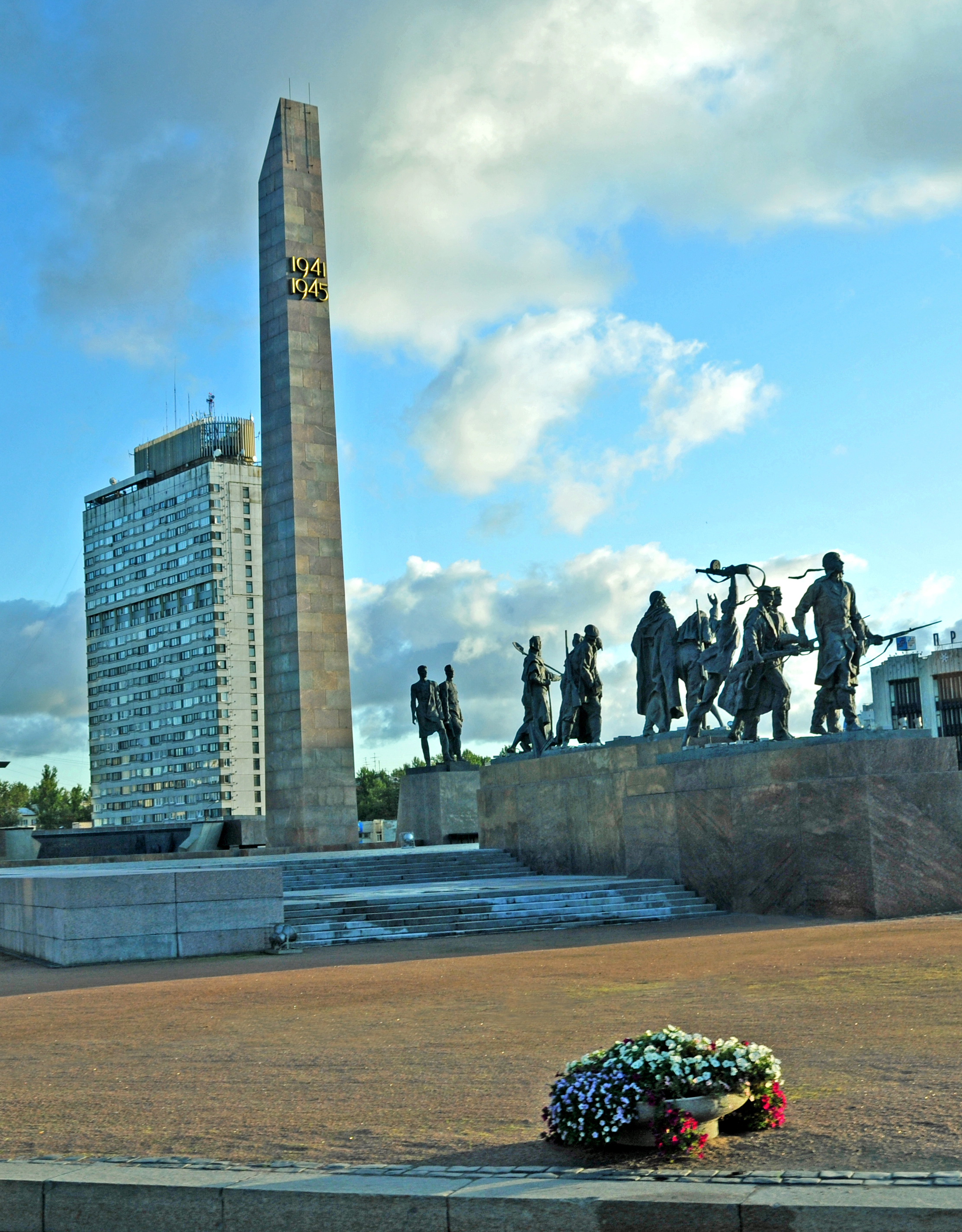
Monument aux défenseurs de Léningrad (1975), Place du Siège, Saint-Pétersbourg
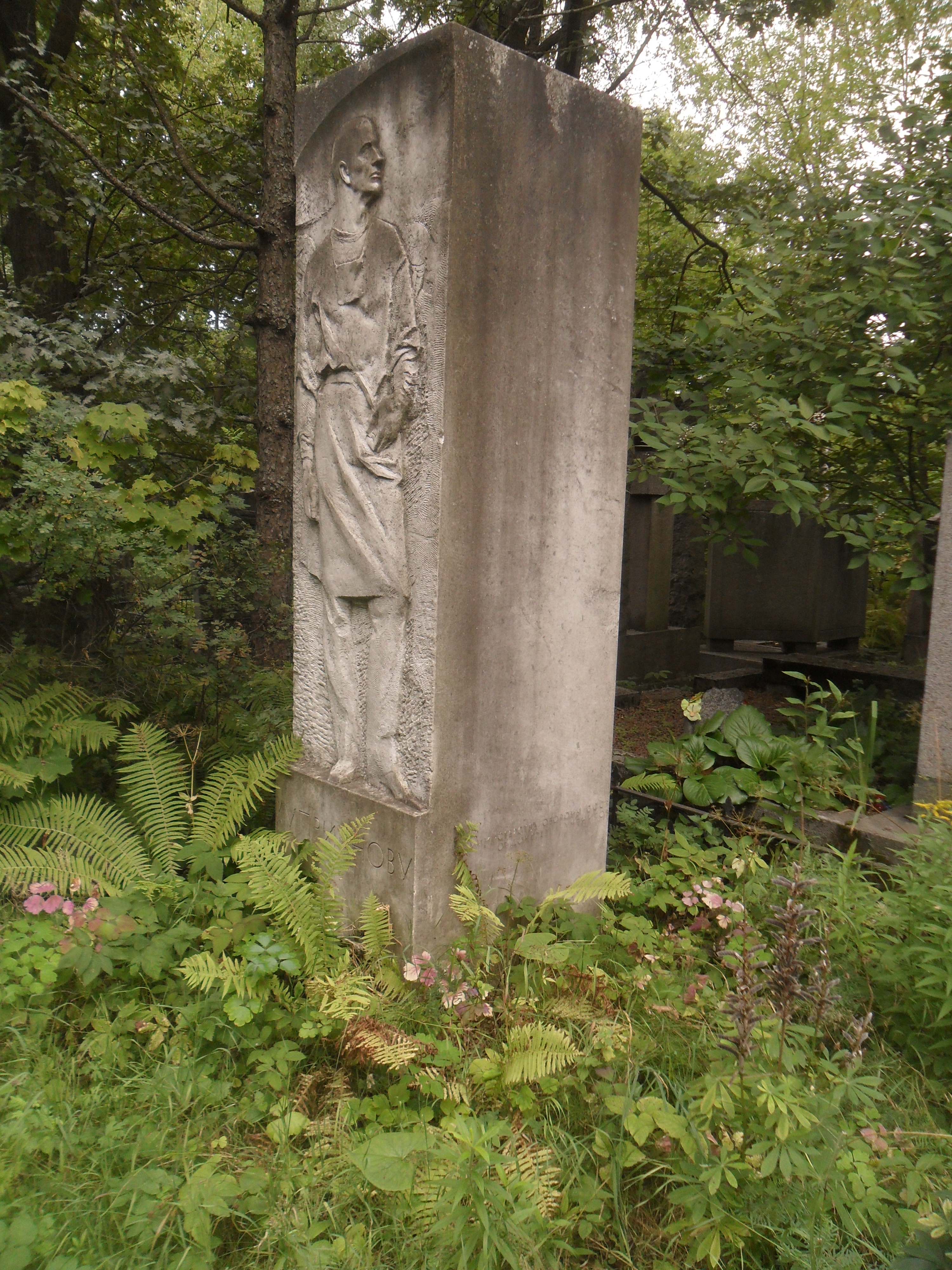
Pierre tombale du héros du travail socialiste Piotr Kouprianov, cimetière Bogoslovskoïe, Saint-Pétersbourg